# William Castle
William Castle (Nova York, 24 d'abril de 1914 – Los Angeles, 31 de maig de 1977) va ser un actor, director i productor de cinema estatunidenc.

## Biografia
El seu veritable nom era William Schloss, i va néixer a Nova York, al si d'una família d'origen jueva. Schloss significa castell en alemany, per la qual cosa Castle probablement va traduir el seu cognom a l'anglès per evitar la discriminació que de vegades suportaven els artistes jueus de l'època. La major part de la seva adolescència la va passar treballant a Broadway en diverses ocupacions que anaven des del muntatge de decorats fins a l'actuació. Això li va donar una bona preparació per a la direcció, i amb 23 anys es va traslladar a Hollywood, on va dirigir el seu primer film sis anys més tard. A més va treballar com a ajudant de direcció d'Orson Welles, encarregant-se de gran part del treball de localitzacions de la segona unitat de la pel·lícula The Lady from Xangai  dirigida per aquell.
Castle va ser famós per dirigir pel·lícules amb moltes novetats, les quals promovia ambiciosament, malgrat ser habitualment títols de baix pressupost de sèrie B. Cinc d'aquestes produccions van ser escrites pel novel·lista d'aventures Robb White. En anys posteriors es van versionar dos dels seus films, House on Haunted Hill, i 13 Ghosts.
També va produir i va tenir un breu paper no parlat a la pel·lícula de Roman Polanski Rosemary's Baby. Segons la documentació de la seva estrena a DVD, Castle volia dirigir el film, però l'estudi va insistir a contractar un altre director atesa la reputació que Castle havia obtingut amb el seu treball previ.
Després d'una llarga carrera, William Castle va morir a Los Angeles, Califòrnia, a causa d'un infart agut de miocardi.

## Filmografia[3]
- 1944: When Strangers Marry, director
- 1948: La dama de Xangai d'Orson Welles, guionista no surt als crèdits
- 1949: Johnny stool pigeon, director
- 1949: Undertow, director
- 1953: Serpent of the Nile, director
- 1954: The Battle of Rogue River, director
- 1955: The Americano, director
- 1955: Duel on the Mississippi, director
- 1955: New Orleans Uncensored, director
- 1958: Macabre
- 1959: House of Haunted Hill, director
- 1959: The Tingler, director i productor
- 1961: Homicidal, director
- 1961: El baró Sardonicus (Mr. Sardonicus), director, productor i cameo
- 1962: Zotz!, director, productor
- 1963: Una espia accidental (13 Frightened Girls), director i productor
- 1963: La casa vella i fosca (The Old Dark House), director i productor
- 1964: Strait jacket, director i productor
- 1964: Viatgers nocturns (The Night Walker), director i productor
- 1965: I saw what you did, director et productor
- 1967: The Busy Body , director
- 1968: Project X, director i productor
- 1968: La llavor del diable (Rosemary's Baby) de Roman Polanski, actor i productor
- 1975: Bug de Jeannot Szwarc, productor i guionista